# 布盧芒德鎮區 (堪薩斯州林縣)
布盧芒德鎮區（英語：Blue Mound Township）為美國堪薩斯州林縣轄下的鎮區。2010年美国人口普查中該鎮區人口有483人。

## 地理
布盧芒德鎮區涵蓋總面積為162.81平方（62.86平方英里），其中162.01平方（62.55平方英里）為陸地，0.8平方（0.31平方英里）或0.49%為水域。海拔高度320（1,050英尺）。

## 人口統計
根據2010年美國人口普查，布盧芒德鎮區人口有483人，住房232戶，人口密度為2.97人/每平方公里。此鎮區居民之種族中，白人有472人，非裔美國人有1人，美洲原住民有1人，亞裔美國人有0人，太平洋島裔美國人有0人，其他種族有2人，混血種族則有7人。此外此鎮區有2人為西班牙裔或拉丁裔美國人。

## 交通

### 主要公路
- 3號堪薩斯州州道
- 31號堪薩斯州州道